# Henry Marie Brackenridge
Henry Marie Brackenridge (11 de mayo de 1786 – 18 de enero de 1871) fue un juez, político, naturalista y escritor estadounidense, miembro del Congreso de los Estados Unidos por Pensilvania.

## Biografía
Nació el 11 de mayo de 1786 en Pittsburgh, Pensilvania, hijo del juez y escritor Hugh Henry Brackenridge (1748-1816). Fue educado por su padre y tutores privados hasta que pasó a la academia francesa de St. Genevieve (Misuri). Estudió luego leyes y fue incorporado a la barra de Pensilvania en 1806, efectuando sus prácticas en Somerset (Pensilvania).
Se trasladó luego a San Luis (Misuri) donde trabajó como abogado y periodista. Acompañó a la partida de la Missouri Fur Company dirigida por Manuel Lisa hasta el río Misuri, que le permitió escribir su Journal of a Voyage up the Missouri River in 1811, publicado en 1814. Fue designado fiscal del Territorio de Orleans (Louisiana) y juez de distrito de ese estado en 1812.
Cumplió tareas de inteligencia durante la Guerra anglo-estadounidense de 1812, y en 1814 publicó una historia de ese conflicto. En 1817 fue designado secretario de la misión diplomática a Sudamérica encabezada por Caesar Augustus Rodney (South American Commission) que aconsejó el reconocimiento de la independencia de las Provincias Unidas del Río de la Plata. En 1821 ingresó al servicio del general Andrew Jackson, en ese entonces comisionado en Florida. Gracias a Jackson fue juez del distrito occidental de Florida entre 1821 y 1832.
En 1832 Brackenridge regresó Pensilvania in 1832 y adquirió una gran propiedad sobre la que se fundó la ciudad de Tarentum (Pensilvania), al noreste de Pittsburgh, sobre el río Allegheny. La ciudad de Brackenridge, en el adyacente condado de Allegheny, fue denominada así en su honor.
Tras la renuncia de Richard Biddle a su banca en el Congreso, el 13 de octubre de 1840 Brackenridge asumió la representación de 22 distrito por el Partido Whig de los Estados Unidos. Tras fracasar en obtener la reelección, dejó su banca el 3 de marzo de 1841, siendo sucedido por William W. Irwin.
Continuó dedicándose a la política y a la literatura hasta su muerte, acaecida en Pittsburgh el 18 de enero de 1871. Fue sepultado en el Prospect Cemetery, de Brackenridge, Pensilvania.
Entre sus obras se encuentran los mencionados History of the late war, between the United States and Great Britain y Journal of a voyage up the Missouri River, in 1811, Views of Louisiana (1814), South America (1817), Voyage to South America (1819), Recollections of Persons and Places in the West (1834).